# Héctor Cincunegui
Héctor Cincunegui, vollständiger Name Héctor Carlos Cincunegui De los Santos, (* 28. Juli 1940 in La Bombonera; † 13. Oktober 2016 in Montevideo) war ein uruguayischer Fußballspieler.

## Spielerkarriere

### Verein
Defensivakteur „Piolín“ Cincunegui gehörte von 1958 bis 1964 dem Kader des Danubio FC an, der in diesem Zeitraum bis auf das Zweitligajahr 1960 in der Primera División antrat. Sodann spielte er von 1965 bis 1968 für Nacional Montevideo. Sein Verein gewann in der Spielzeit 1966 die Uruguayische Meisterschaft. Von 1968 bis 1973 war der brasilianische Verein Atlético Mineiro sein Arbeitgeber. Seine Mannschaft sicherte sich 1970 die Staatsmeisterschaft von Minas Gerais und 1971 den Sieg im Campeonato Brasileiro de Futebol. 1974 folgte ein Engagement bei Sport Recife. 1975 kehrte er zu Danubio zurück und beendete dort schließlich seine Karriere.

### Nationalmannschaft
Cincunegui war Mitglied der A-Nationalmannschaft Uruguays, für die er zwischen dem 24. Juli 1963 und dem 2. Februar 1967 18 Länderspiele absolvierte. Ein Länderspieltor erzielte er nicht. Er gehörte zum Aufgebot Uruguays bei der Südamerikameisterschaft 1967, bei der die von Juan Carlos Corazzo betreute Celeste den Titel gewann.

### Erfolge
- Copa América: 1967
- Uruguayischer Meister: 1966

Atlético Mineiro
- Campeonato Brasileiro de Futebol: 1971
- Staatsmeisterschaft von Minas Gerais: 1970

## Trainertätigkeit
1994 wirkte er als Interimstrainer von Nacional Montevideo.

## Ehrungen
Anlässlich des 100-jährigen Vereinsjubiläums von Atlético Mineiro wurde er in die Jahrhundertelf des Klubs als bester Rechtsverteidiger gewählt.